# Milizac
Milizac is een plaats en voormalige gemeente in het Franse departement Finistère, in de regio Bretagne. De plaats maakt deel uit van het arrondissement Brest. Milizac is op 1 januari 2017 gefuseerd met de gemeente Guipronvel tot de gemeente Milizac-Guipronvel. 

## Geografie
De onderstaande kaart toont de ligging van Milizac met de belangrijkste infrastructuur en aangrenzende gemeenten.

## Demografie
Onderstaande figuur toont het verloop van het inwonertal (bron: INSEE-tellingen).